# حمیدرضا حاجی‌بابایی
حمید رضا حاجی‌بابایی (زادهٔ ۲۳ اردیبهشت ۱۳۳۸ در مریانج) سیاستمدار اصول‌گرای ایرانی است که به‌عنوان نماینده همدان و فامنین در دوره‌های پنجم، ششم، هفتم، هشتم، دهم، یازدهم و هم‌اکنون در دوره دوازدهم مجلس شورای اسلامی فعالیت می‌کند. وی از خرداد ۱۴۰۴ نایب‌رئیس دوم مجلس شورای اسلامی است. حاجی‌بابایی در دولت دهم سمت وزیر آموزش و پرورش را برعهده داشت.
او در دوران نمایندگی‌اش عضو هیئت رئیسه و رئیس فراکسیون فرهنگیان مجلس بود و نیز در کمیسیون‌های برنامه و بودجه، تلفیق، اصل نود و امنیت ملّی و سیاست خارجی عضویت داشته است.وی همچنین از سال ۱۳۹۹ تا ۱۴۰۳، رئیس کمیسیون برنامه و بودجه و محاسبات مجلس شورای اسلامی بوده است.

## تحصیلات
حاجی بابایی در همدان، به سال ۱۳۵۶ دیپلم تجربی و به سال ۱۳۵۸ فوق دیپلم تجربی را از دانشسرای راهنمایی گرفت. وی لیسانس دبیری الهیات و معارف اسلامی (سال ۱۳۶۷ از دانشگاه تهران) و کارشناسی ارشد و دکتری الهیات و معارف اسلامی را به ترتیب در سال‌های ۱۳۷۲ و ۱۳۷۷ در دانشگاه آزاد اسلامی واحد کرج اخذ کرد.

## سوابق شغلی
همچنین از سال ۷۲ به‌مدّت سه سال سابقهٔ تدریس در مراکز تربیت معلّم و دوره عالی ضمن خدمت فرهنگیان و دانشگاه آزاد اسلامی داشته است. وی هم‌اکنون در دانشگاه تربیت دبیر شهید رجایی و دانشگاه تهران مشغول به تدریس است.

## سوابق اجرایی
- نمایندگی مردم شهرستان همدان در مجلس شورای اسلامی در ادوار پنجم، ششم، هفتم، هشتم و دهم
- دو دوره عضو هیئت رئیسه مجلس شورای اسلامی در دوره‌های هفتم و هشتم مجلس شورای اسلامی
- نایب رئیس کمیسیون محاسبات و بودجه و امور مالی مجلس (دوره پنجم)
- عضویت در کمیسیون تلفیق سنوات مختلف و نیز عضو هیئت رئیسه کمیسیون تلفیق
- عضو کمیسیون تلفیق برنامه چهارم توسعه اقتصادی – اجتماعی و فرهنگی جمهوری اسلامی ایران
- عضو کمیسیون امنیت ملی و سیاست خارجی دوره‌های ششم – هفتم و هشتم (چند ماه عضوکمیسیون اصل ۹۰ قانون اساسی) و رئیس کمیسیون تلفیق برنامه ششم توسعه
- عضو هیئت امنای دانشگاه بوعلی سینا
- عضو هیئت امنای دانشگاه علوم پزشکی همدان
- چهار دوره عضو و رئیس فراکسیون فرهنگیان[۷]

### اقدامات و عملکرد در مجلس
حاجی‌بابایی اوّلین بار در مجلس پنجم با مدرک تحصیلی فوق لیسانس الهیات و معارف اسلامی از دانشگاه آزاد اسلامی کرج، به نمایندگی مردم همدان انتخاب و راهی مجلس شد. او در همدان معلّم بود و در مجلس پنجم در جلسات فراکسیون مستقل‌ها شرکت می‌کرد. با این حال، در انتخابات ریاست‌جمهوری سال ۱۳۷۶، مثل دیگر نمایندگان اصولگرای مجلس، به علی‌اکبر ناطق نوری که مورد حمایت حاکمیت بود، رأی داد. برخلاف اکثر نمایندگان مجلس که معمولاً یکی دو بار بیشتر رأی نمی‌آورند، حاجی‌بابایی هر وقت در همدان کاندیدا بود، به لطف ردصلاحیت‌های گسترده در همدان و شهرتی که از برادران کشته‌شده‌اش در جنگ ایران و عراق داشت، رأی آورد و یکی از چهره‌های همیشه پیروز انتخابات مجلس در همدان بود.
حاجی‌بابایی هیچ‌وقت در مجلس چهرهٔ تأثیرگذاری نبود. در مجلس پنجم او حتی در فراکسیون مستقل‌ها، موقعیت ویژه‌ای نداشت. در مجلس ششم، کلاً نماینده‌ای ساکت و گوشه‌گیر بود؛ چون نه مستقل‌ها و نه اصولگرایان، نیروی قابل توجهی در اختیار نداشتند تا بتوانند حرکت اثرگذاری در مجلس ششم انجام دهند. به همین دلیل، او بیشتر به امور همدان مشغول بود. وی در سومین دورهٔ نمایندگی مردم همدان و در غیاب چهره‌های مطرح مجلس ششم که همگی ردصلاحیت شده بودند، به هیئت رئیسه مجلس راه یافت و تا نیمه‌های مجلس هشتم، دبیر هیئت رئیسه مجلس بود تا اینکه از سوی محمود احمدی‌نژاد به عنوان وزیر پیشنهادی وزارت آموزش و پرورش، به مجلس معرفی شد.

## استعفا از حزب اعتدال و توسعه
حاجی‌بابایی یکی از اعضای حزب اعتدال و توسعه بود؛ امّا در آبان ۸۶ همزمان با ایام نام‌نویسی برای انتخابات مجلس هشتم، ۴ نفر از اعضای این حزب که حاجی‌بابایی نیز در بین آن‌ها بود، اعضای حزب را به «افول از آرمان‌های اوّلیه، خروج از مشی اعتدال و چرخش به سمت جریان‌های غیرمعتدل اصلاح‌طلب» متهم و با انتشار بیانیه‌ای استعفای خود را از این حزب اعلام کردند.

## عملکرد در وزارت آموزش و پرورش
حاجی‌بابایی در آبان ۱۳۸۸ از سوی محمود احمدی‌نژاد برای تصدی وزارت آموزش و پرورش به مجلس معرفی و با اخذ ۲۱۷ رأی موافق، ۳۳ رأی مخالف و ۱۳ رأی ممتنع وزیر آموزش پرورش دولت دهم شد. او در حالی به عنوان وزیر آموزش و پرورش معرفی شد که تحصیلاتش در رشته الهیات بود و همچنین سوابق اجرایی قابل توجهی نیز نداشت که با توجه به آن‌ها بتوان وی را کاندیدای قابل قبولی برای وزارت آموزش و پرورش دانست؛ چرا که او حتی در مجلس نیز عمدتاً در کمیسیون امنیت ملّی و اصل نود عضویت داشت، نه کمیسیون آموزش و تحقیقات. او در دوران وزارتش با انتقادات شدید فرهنگیان روبه‌رو بود و در حوادثی همچون مرگ تعداد زیادی از دانش‌آموزان در اردوهای راهیان نور و آتش‌سوزی مدرسه‌ای در شین آباد، به عدم کفایت متهم شد؛ با این حال، در پایان دورهٔ وزارتش با پاداش ۱۰۰ سکّه‌ای از سوی محمود احمدی‌نژاد، مورد تشویق قرار گرفت.
در مهرماه ۱۳۹۱ در بازگشت دانش‌آموزان از اردوی راهیان نور بر اثر تصادف یکی از ده اتوبوس در جاده دهدز، ۲۲ دختر و ۴ همراه از کاروان چهارمحال و بختیاری کشته و ۱۴ نفر زخمی شدند. در آذرماه ۹۱ نیز حادثه آتش‌سوزی در مدرسه شین‌آباد پیرانشهر اتفاق افتاد که طی آن سیران یگانه، دانش‌آموز ده ساله‌ای بر اثر شدت سوختگی در بیمارستان سینا تبریز جان سپرد. هرچند وی در مجلس از کلمهٔ عذرخواهی استفاده کرد ولی به دلیل به کار بردن عبارت «از الآن تا قیامت بابت هر اتفاقی که در آموزش و پرورش می‌افتد، عذرخواهی می‌کنم»، عدّه‌ای عذرخواهی‌اش را طعنه‌آمیز تصور می‌کنند. وی همچنین به کار بردن جملاتی را که از خبرگزاری مهر راجع به برخورد او با خبرنگاران منتشر شده بود، تکذیب کرد و تعهد داد امکانات لازم برای مداوای آنان را فراهم می‌کند. در پی این اتفاقات برخی از نمایندگان خواهان استعفای او شدند ولی او از این امر خودداری کرد.

## تلاش برای انتقال باشگاه فوتبال پاس تهران به همدان

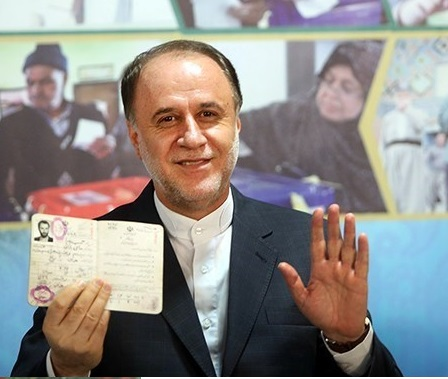
حاجی‌بابایی در دوازدهمین دوره انتخابات ریاست جمهوری ایران، فروردين ۱۳۹۶

نمایندگان مجلس ایران، به‌ویژه نمایندگان شهرستان‌های کوچک، برای باقی ماندن در کرسی نمایندگی و تضمین رأی‌آوری دوباره، با استفاده از قدرت لابی و امکان بده‌بستانی که به دست آورده‌اند، می‌کوشند امتیازاتی به نفع حوزه انتخابیه خود دریافت کنند که رأی‌شان را تضمین کند. راه‌اندازی کارخانجات، سدسازی‌ها، افتتاح شعبه‌های دانشگاه آزاد و… در مناطق مختلف، عمدتاً با فشار و لابی نمایندگان مجلس صورت می‌گیرد، بدون اینکه مطالعات و کارشناسی دقیقی در این خصوص انجام شده باشد. انتقال باشگاه فوتبال پاس تهران به همدان که با لابی گستردهٔ حمیدرضا حاجی‌بابایی، نماینده وقت همدان صورت گرفت، یک نمونه از این دست پروژه‌هاست که به نابودی باشگاه فوتبال پاس تهران منجر شد. باشگاهی که پس از باشگاه‌های فوتبال پرسپولیس و استقلال، قدرتمندترین باشگاه تهران بود و موفق شده بود تا به مقام قهرمانی جام باشگاه‌های آسیا نیز برسد. نامه‌نگاری‌ها و پیگیری‌های مکرر حاجی‌بابایی در سال ۱۳۸۶ با موافقت محمود احمدی‌نژاد، رئیس‌جمهور وقت و علی‌آبادی، معاون سازمان تربیت بدنی و احمدی‌مقدم، فرمانده نیروی انتظامی تهران به عنوان مالک باشگاه پاس (تیم نیروی انتظامی) صورت گرفت و به این شکل، یکی از باشگاه‌های باسابقه و قدیمی تهران به شهری منتقل شد که هیچ‌گاه در فوتبال حرفی برای گفتن نداشت.